# Köztisztviselő
A köztisztviselő Magyarországon a közigazgatásban dolgozó olyan hivatalnok, aki az állam vagy a  helyi önkormányzat szolgálatában közhatalmat gyakorol. A fogalmat  a közszolgálati tisztviselőkről szóló törvény szüntette meg, amely felváltotta a korábbi köztisztviselői törvényt és kormánytisztviselői törvényt.
A magyar köztisztviselő kifejezés nem azonosítható az angol, francia, német, illetőleg más külföldi ekvivalensekkel, mivel ezek a fogalmak jogrendszerenként mást-mást jelentenek. (Angliában az önkormányzati szolgálatvállalók nem köztisztviselők). Az Európai Unió igyekszik egy egységes közszolgálat-fogalmat (és köztisztviselő fogalmat) kialakítani. Ennek némileg gátja, hogy a közigazgatás az Európai Unióban nem a közösségi jog, hanem  a nemzeti jogalkotás szabályozási körébe tartozik.

## Története
A két világháború között köztisztviselőnek általában  a közszolgálati alkalmazottak közé tartozó azon személyt nevezték, akit az államfő, valamely miniszter vagy más közhatóság közszolgálat ellátására, rendszerint valamely fizetési osztályba tartozó állásra kinevezett vagy megválasztott. A köztisztviselő különbözött a magántisztviselőtől, továbbá a köztestületek szerződéses alkalmazottaitól. Köztisztviselő lehetett állami vagy önkormányzati (törvényhatósági vagy községi); lehet fogalmazási, műszaki vagy más szakmabeli, számvevőségi és segédhivatali. Nem minősült köztisztviselőnak a kezelő, a díjnok, az altiszt és szolga, aki nem tartozik fizetési osztályokba.
Tágabb értelemben köztisztviselőnek számították a nem hivatali munkát ellátó közalkalmazottak egyes csoportjait, így a tanárokat, a tanítókat, a közkórházi orvosokat, az állami erdészeket stb. is. A köztisztviselőknek különleges fizetési rendszerbe foglalt csoportjait alkották a bírák és ügyészek, az egyetemi tanárok, honvédségi havidíjasak.
A közisztviselő fogalmánál tágabb volt a közhivatalnok fogalma, mivel az utóbbihoz tartoztak a kezelők is.
A közhivatalnok fogalmát a korabeli büntetőjog még tágabb körben vonta meg.

## A köztisztviselőre vonatkozó rendelkezések

### Tevékenysége
- A köztisztviselő a közigazgatásban részt vevő, az állami vagy önkormányzati hatalmat megszemélyesítő tisztviselőt. A köztisztviselő közhatalmat gyakorol, szemben a közalkalmazottal. A közigazgatási eljárást köztisztviselőknek kell lefolytatniuk. A magyar közigazgatásban a köztisztviselők speciális jogviszony, a közszolgálati jogviszony alapján végzik. A köztisztviselő megtestesíti az állam semlegességét: párttisztséget nem viselhet, vallási és politikai meggyőződése nem vezérelheti az általa folytatott eljárásban. A köztisztviselők és a közalkalmazottak, valamint az úgynevezett egyéb közszolgálati rétegek (bírák, ügyészek, igazságügyi dolgozók, fegyveresek stb.) jogviszonyaival a közszolgálati jog tudománya foglalkozik.
- A köztisztviselő a törvényben felsorolt közigazgatási szervek feladat- és hatáskörében eljáró vezető és ügyintéző, aki előkészíti a közigazgatási szerv feladat- és hatáskörébe tartozó ügyeket érdemi döntésre, illetve - felhatalmazás esetén - a döntést kiadmányozza, szakértelemmel foglalkozik a rábízott feladatokkal összefüggő valamennyi kérdéssel, felelős saját tevékenységéért és munkaterületén a közigazgatási szerv állandó és időszakos célkitűzéseinek érvényesítéséért, a munkaköri leírásában részére megállapított, illetve a vezető által kiadott feladatokat a kapott utasítások és határidők figyelembevételével, jogszabályok és ügyviteli szabályok ismeretében és betartásával végzi.

### A köztisztviselők jogállása
A köztisztviselők munkajogi jogviszonyát a közalkalmazottaktól és az egyéb munkavállalóktól részben eltérő szabályok rendezték a köztisztviselőkről szóló törvénytől fogva. röviden Ktv.). A Ktv. számos eltérést tartalmaz a Munka Törvénykönyvétől  (például a dolgozó felmondása helyett lemondás, eltérő felelősségi rendszer stb.).

### A köztisztviselő lemondása
- A köztisztviselő a közszolgálati jogviszonyról bármikor lemondhat.[3]
- A köztisztviselő lemondási ideje két hónap. A felek ennél rövidebb időben is megállapodhatnak. Határozott idejű közszolgálati jogviszony esetén a lemondási idő nem terjedhet túl a kinevezésben meghatározott időtartamon.[4]

### A köztisztviselők minősítése
- A jogszabályok meghatározzák a köztisztviselőként való foglalkoztatás feltételeit, a köztisztviselők illetmény- és előmeneteli rendszerét, valamint a minősítés rendszerének alapjait.

### Fegyelmi eljárás köztisztviselővel szemben
- A fegyelmi eljárásban hivatalvesztés fegyelmi büntetés is kiszabható.

## Külső hivatkozások
- Kártyás Gábor (szerk.): Bevezetés a közszolgálati munkajogba ELTE-Eötvös Kiadó, 2015
- Közszolga.hu - hasznos információk a közigazgatásról
- Horváth István (2006)